# Perlesta shubuta
Perlesta shubuta és una espècie d'insecte plecòpter pertanyent a la família dels pèrlids.

## Distribució geogràfica
Es troba a Nord-amèrica: Arkansas, Iowa, Illinois, Kentucky, Michigan, Missouri, Mississipi i Oklahoma.